# Alexandra von Engelhardt
Alexandra von Engelhardt (1754 - 15 septembre 1838), comtesse Branicka, est une aristocrate russe. Elle est la nièce et la confidente de Grigori Potemkine, et la dame d'honneur de Catherine II de Russie. Elle est l'une des personnalités mondaines les plus remarquables de la cour russe et est traitée comme un membre de la famille impériale. Grâce à son mariage avec le comte Branicki, elle devient administratrice de l'immense domaine de Bila Tserkva.

## Biographie
Elle est la fille de Vasily von Engelhardt, membre de la noblesse balte, et d'Elena Marfa Potemkine, sœur de Grigori Potemkine. Elle est la sœur cadette d'Anna-Sofia, épouse de Mikhaïl Joukov, et la sœur aînée de Varvara, princesse Galitzine, de Vassili, sénateur de l'Empire russe, de Nadejda, épouse du colonel Pavel Izmaïlov, de Yekaterina, comtesse Skavronska et de Tatiana, princesse Yusupova.[réf. nécessaire]

### Dame d'honneur
Alexandra est présentée à la cour de Russie avec ses cinq sœurs et son frère en 1775. Elles sont arrivées sans instruction et ignorantes, mais Alexandra devient rapidement la femme la plus favorisée et sophistiquée de la cour russe . Elles sont nommées demoiselles d'honneur de l'impératrice et Alexandra est promue en 1777 au rang honorifique de demoiselle d'honneur en chef .
Alexandra, ainsi que ses sœurs, sont considérées comme des «grandes-duchesses» et des «joyaux» de la cour russe . Potemkine leur donne d'importantes dots et demande à Catherine de les nommer dames d'honneur. On les accuse d'être les courtisanes de leur oncle. Sa première maîtresse serait Varvara, puis, après son mariage en 1779, Alexandra aurait été choisie pour lui succéder .
L'ambassadeur britannique Harris écrit à son sujet «c'est une jeune femme très séduisante et bien formée, dotée d'un talent supérieur pour créer des intrigues» et que : «à moins que son oncle change d'attitude à son égard, elle deviendra probablement la prochaine confidente de Catherine» .
Elle est décrite comme une force influente à la cour russe. Elle révèle l'adultère entre le favori de Catherine, Ivan Rimski-Korsakov, et la confidente et dame d'honneur de Catherine, Praskovja Bruce, provoquant ainsi leur chute en 1779. Elle est traitée comme un «membre non officiel de la famille impériale», position qu'elle tient pour acquise jusqu'à sa mort . L'ambassadeur Harris rapporte qu'elle reçoit des cadeaux en échange d'informations et la recommande comme informatrice de premier ordre. Elle agit comme agent des Britanniques, dont elle reçoit une rémunération .

### Mariage

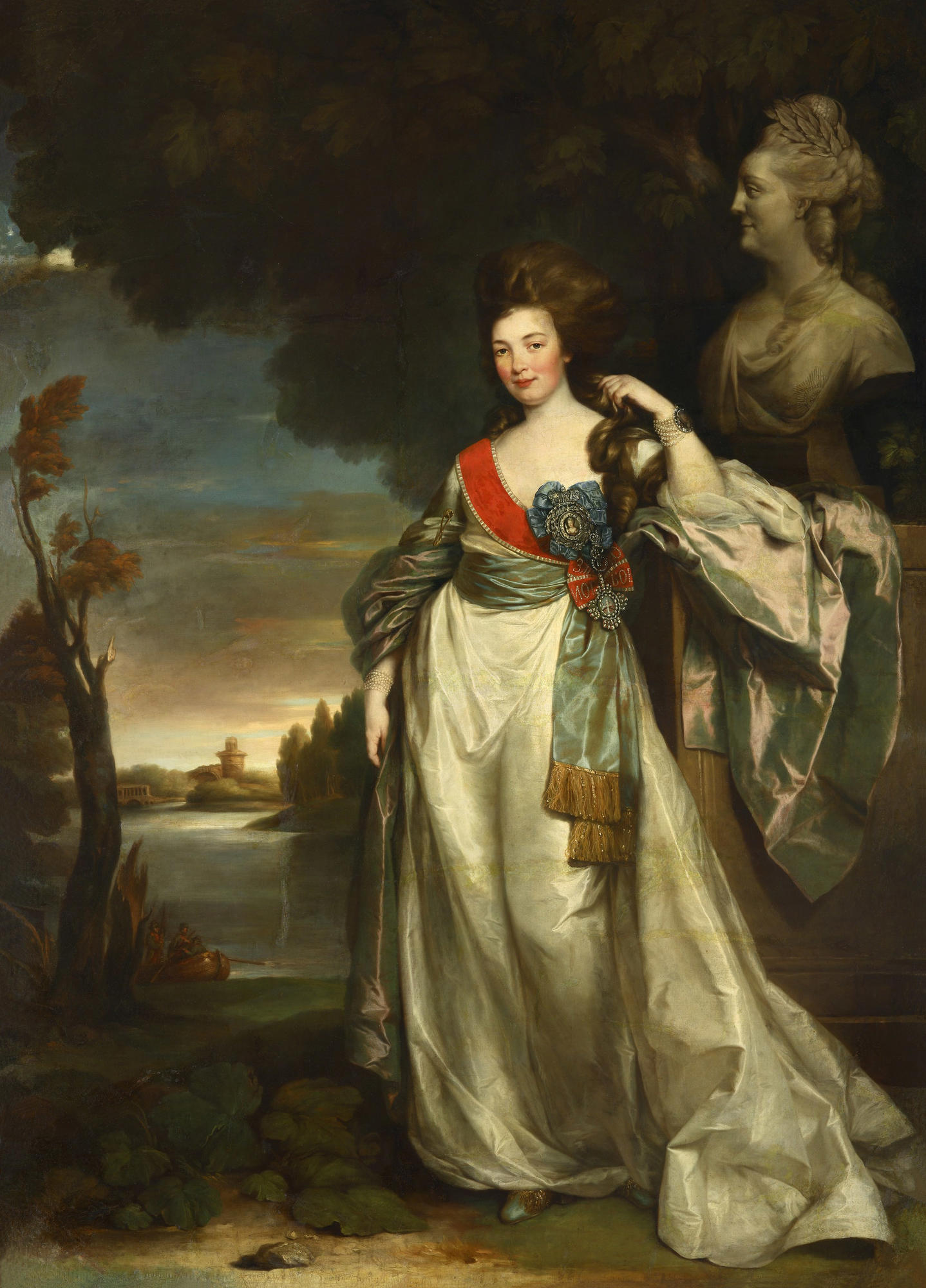
Portrait de la comtesse Branicka par Richard Brompton en 1781.

En 1781, elle épousa le comte Franciszek Ksawery Branicki. Le mariage a été stratégiquement arrangé pour créer une alliance russe avec la Pologne . Après son mariage, elle ne peut plus conserver sa position de demoiselle d'honneur, réservée aux femmes célibataires, mais est promue au rang de dame d'honneur et peut ainsi continuer à paraître à la cour .
Son mariage est décrit comme harmonieux. Même si son époux manque de toute retenue financière et accumule fréquemment des dettes énormes et ruineuses, cela ne pose jamais de problème, car Alexandra est en revanche une femme d'affaires avisée. Elle gagne des millions en faisant le commerce du blé et du bois provenant de ses domaines, et est ainsi en mesure de faire face aux dettes de son mari . Elle a cinq enfants, dont Vladislav Branicki et Zofia Branicka.
L'immense domaine du palais et du parc Alexandria, à l'extérieur de Bila Tserkva, est conçu comme l'incarnation du classicisme polonais et est baptisé en son honneur par son mari.

### Relation avec Potemkine
Elle est considérée comme la confidente et l'amie la plus intime de Potemkine après Catherine, et sa préférée parmi ses nièces . Leurs supposées relations intimes prennent fin en 1779 lorsqu'elle est remplacée par sa sœur Yekaterina, avec qui il a une relation intermittente pour le reste de sa vie ; mais l'amitié intime entre Alexandre et Potemkine se poursuit. Elle est l'hôtesse officielle de Potemkine, et toute invitation qu'elle reçoit de sa part est un signe de grande faveur. Ils entretiennent également une correspondance. Elle est avec lui en Ukraine lors de ses voyages dans les années 1780. Elle se dispute souvent avec lui, ce qui est considéré comme un signe de leur proximité .
En 1791, elle exprime le souhait que Potemkine soit le prochain roi de Pologne. De même, pendant de nombreuses années, des rumeurs circulent en Pologne selon lesquelles Potemkine envisage de faire de ses enfants les héritiers du trône polonais . Elle soigne Potemkine pendant sa dernière maladie. Elle aurait hérité selon des rumeurs de l'acte de mariage de Potemkine et de Catherine . Elle créé un mémorial pour Potemkine sur son domaine qui est visité par Alexandre Ier.
En 1816, Wiegel rapporte qu'elle est embrassée sur la main et traitée avec la même déférence qu'une grande-duchesse impériale, et qu'elle et la cour semblent tenir cela pour acquis . Elle est nommée maîtresse de la cour de l'impératrice en 1824 et sert comme telle jusqu'en 1838 .